# Підгаєць Михайло Якович
Михайло Якович Підгаєць (23 липня 1947, Одеса — 14 травня 2009, Одеса) — радянський , український шахіст, міжнародний майстер (1972) . Заслужений тренер СРСР та Росії, заслужений тренер ФІДЕ (2005).

Чемпіон України з шахів 1976 року.

## Кар'єра
Михайло Підгаєць був представником найбільш урожайного покоління в історії одеських шахів, до якого відносяться зокрема: Лев Альбурт , Володимир Тукмаков, Костянтин Лернер, Семен Палатник, В'ячеслав Ейнгорн.
Учасник 2-х чемпіонатів СРСР з шахів 1968 (розділив 6-10 місця) та 1970 (розділив 8-9 місця) років.
Чемпіон України 1976 року та багаторазовий призер чемпіонатів України, зокрема: срібний призер 1980 року, бронзовий призер 1968, 1970 та 1981 років.
5-ти разовий переможець молодіжних (студентських) чемпіонатів світу у складі збірної СРСР (1967, 1968, 1969, 1971, 1972).
Михайло Якович був одним із тренерів дванадцятого чемпіона світу — Анатолія Карпова.
Також Михайло Підгаєць відомий у шаховому світі як один із провідних теоретиків-фахівців захисту Каро-Кан. Разом із А.Карповим написав і видав книгу «Захист Каро-Кан. Атака Панова».
В 2005 році отримав титул — заслужений тренер ФІДЕ.
Найкращі результати у міжнародних турнірах: Сомбор (1970) — 6 місце, Варна (1972) — 2-4 місця, Ленінград (1974) — 4-5 місця.

## Результати виступів у чемпіонатах України та СРСР
| Рік       | Місто    | Турнір                 | + | − | =  | Результат | Місце   |
| --------- | -------- | ---------------------- | - | - | -- | --------- | ------- |
| 1967      | Київ     | 36-й чемпіонат України | 3 | 1 | 9  | 7½ з 13   | 17 — 18 |
| 1968      | Київ     | 36-й чемпіонат України |   |   |    | 7½ з 13   | 7 — 18  |
| 1968      | Київ     | 37-й чемпіонат України | 6 | 2 | 9  | 10½ з 17  | Bronze  |
| 1968/1969 | Алма-Ата | 36-й чемпіонат СРСР    | 4 | 2 | 13 | 10½ з 19  | 6 — 10  |
| 1970      | Київ     | 39-й чемпіонат України | 7 | 2 | 8  | 11 з 17   | Bronze  |
|           | Рига     | 38-й чемпіонат СРСР    | 4 | 3 | 14 | 11 з 21   | 8 — 9   |
| 1974      | Львів    | 43-й чемпіонат України |   |   |    | 7 з 13    | 22      |
| 1976      | Донецьк  | 45-й чемпіонат України | 7 | 1 | 5  | 9½ з 13   | Gold    |
| 1980      | Харків   | 49-й чемпіонат України |   |   |    | 9½ з 13   | Silver  |
| 1981      | Ялта     | 50-й чемпіонат України | 4 | 0 | 10 | 9 з 14    | Bronze  |
| 1982      | Ялта     | 51-й чемпіонат України | 2 | 0 | 13 | 8½ з 15   | 6       |
| 1986      | Київ     | 55-й чемпіонат України | 2 | 0 | 13 | 8½ з 15   | 6       |